# Chione elevata
Chione elevata es un molusco marino de la familia Veneridae. Este molusco habita en las aguas tropicales del Atlántico americano. Esta especie de bivalvo es marina.

## Clasificación y descripción
Chione elevata presenta una concha de color variable desde el blanco hasta el grisáceo con algunas manchas de color marrón. La parte interna de los márgenes es de color blanca y usualmente está impregnada con una coloración morado-marrón. La forma de la concha es ovada trigonal. La escultura es ondulada, con costillas concéntricas aplanadas, cruzadas por costillas radiales. La periferia del escudo está en ángulo.
La especie C. elevata es frecuentemente confundida con C. cancellata, pero está última especie solo se localiza en zonas más al norte, mientras que C. elevata se distribuye en zonas más tropicales.

Fósil (Pleistoceno)

## Distribución
El bivalvo Chione elevata se distribuye de Carolina del Norte a Florida y Texas en Estados Unidos, en las Antillas y hasta Brasil.

## Hábitat
Habita en fondos arenoso, desde las áreas someras hasta los 101 metros de profundidad.

## Estado de conservación
No se encuentra en ninguna categoría de protección, ni en la Lista Roja de la IUCN (International Union for Conservation of Nature) ni en CITES (Convención sobre el Comercio Internacional de Especies Amenazadas de Fauna y Flora Silvestres).